# Archea Olymbia
Archea Olymbia (griechisch Αρχαία Ολυμπία [arˈçɛa ɔlimˈbia] (f. sg.), übersetzt ‚Antikes Olympia‘) ist eine Gemeinde in der griechischen Region Westgriechenland auf der Peloponnes. Das gleichnamige Dorf liegt in unmittelbarer Nachbarschaft des antiken Olympia.

## Lage und Nachbarorte

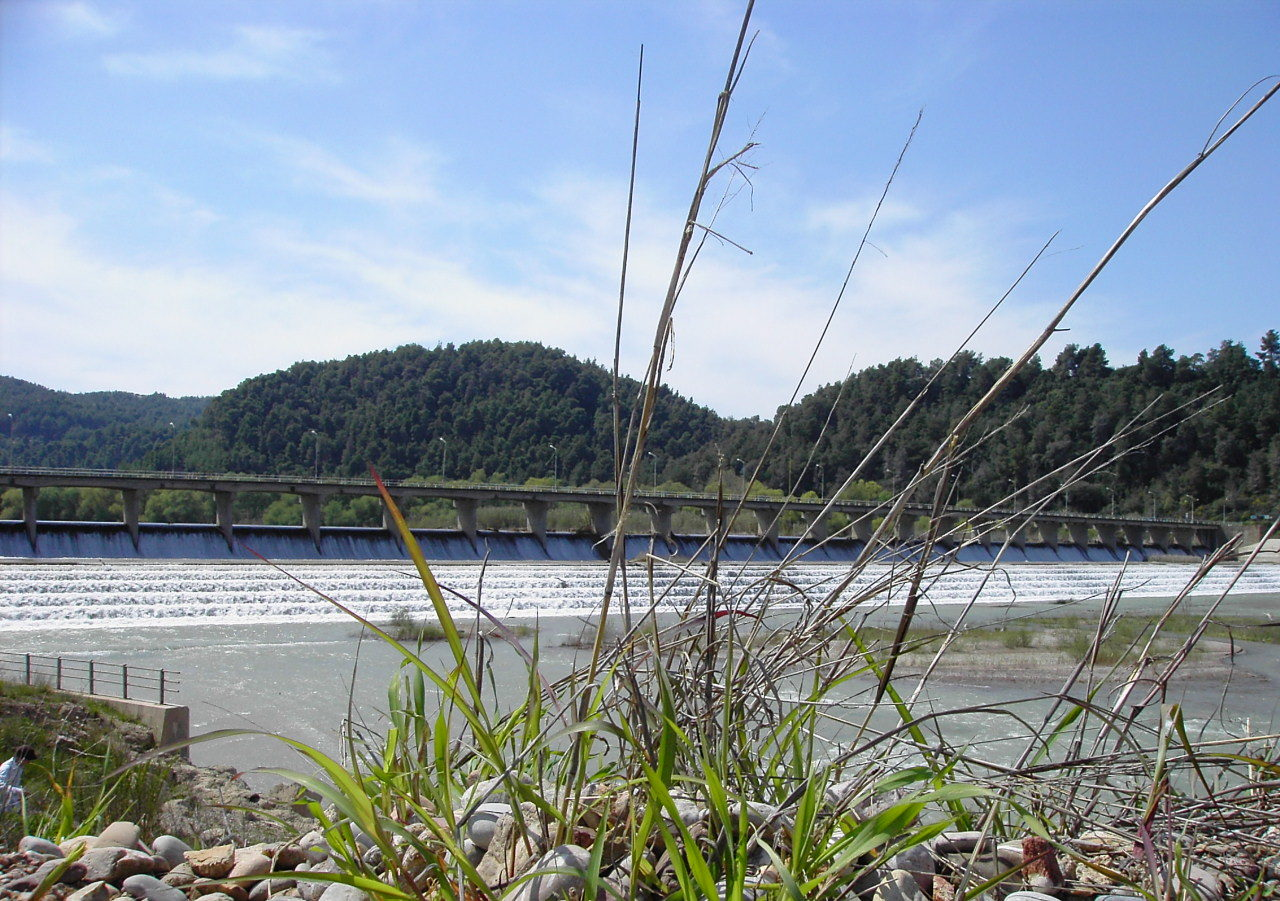
Staudamm am Fluss Alfios

Die Gemeinde greift weit nach Norden in die Bergzüge des Foloi und des Lambia aus. Es grenzt im Osten an die Gemeinde Gortynia in der Region Peloponnes und weiter im Uhrzeigersinn (beginnend im Süden) an die Gemeinden Andritsena-Krestena, Pyrgos, Ilida, Erymanthos und Kalavryta.
Der Ort Archea Olymbia liegt nahe der Altis, der Stätte der antiken Olympischen Spiele, in einer hügeligen, nach Osten hin bergigen und großenteils bewaldeten Landschaft. Die Waldbrände im August 2007, die die antiken Stätten heimzusuchen drohten, haben die Waldbestände allerdings stark dezimiert.
Der Fluss Alfios, in den bei Olympia der Kladeos einmündet, wird südwestlich des Ortes zu einem kleinen Stausee gestaut.

## Charakter
Archea Olymbia ist ein kleiner Ort, der weitgehend vom Tourismus geprägt ist, der durch die nahe gelegenen antiken Stätten angezogen wird. Entlang der Hauptstraße und den wenigen kleinen Nebenstraßen reihen sich zahlreiche Restaurants, Cafés, Hotels, Reisebüros und Andenkenläden. Der moderne Ort selbst bietet wenig Sehenswertes.

## Sehenswürdigkeiten
In dem klassizistischen Bau, der früher das Archäologische Museum beherbergte, ist nach dessen Umzug in einen Neubau das Museum der Geschichte der Olympischen Spiele untergebracht, das die antiken Spiele behandelt. Im Ort gibt es ferner ein Museum der Olympischen Spiele der Neuzeit, das einen Überblick über die Spiele in neuerer Zeit bis einschließlich 1906 gibt und unter anderem Medaillen und Olympiafackeln sowie eine einzigartige Briefmarkensammlung zum Thema Olympische Spiele zeigt.
Etwas östlich des Ortes ist in einem kleinen Hain eine Gedenksäule für den Begründer der Olympischen Spiele der Neuzeit, Baron Pierre de Coubertin errichtet, in der dessen Herz bestattet ist.

## Verkehr

### Schienenverkehr

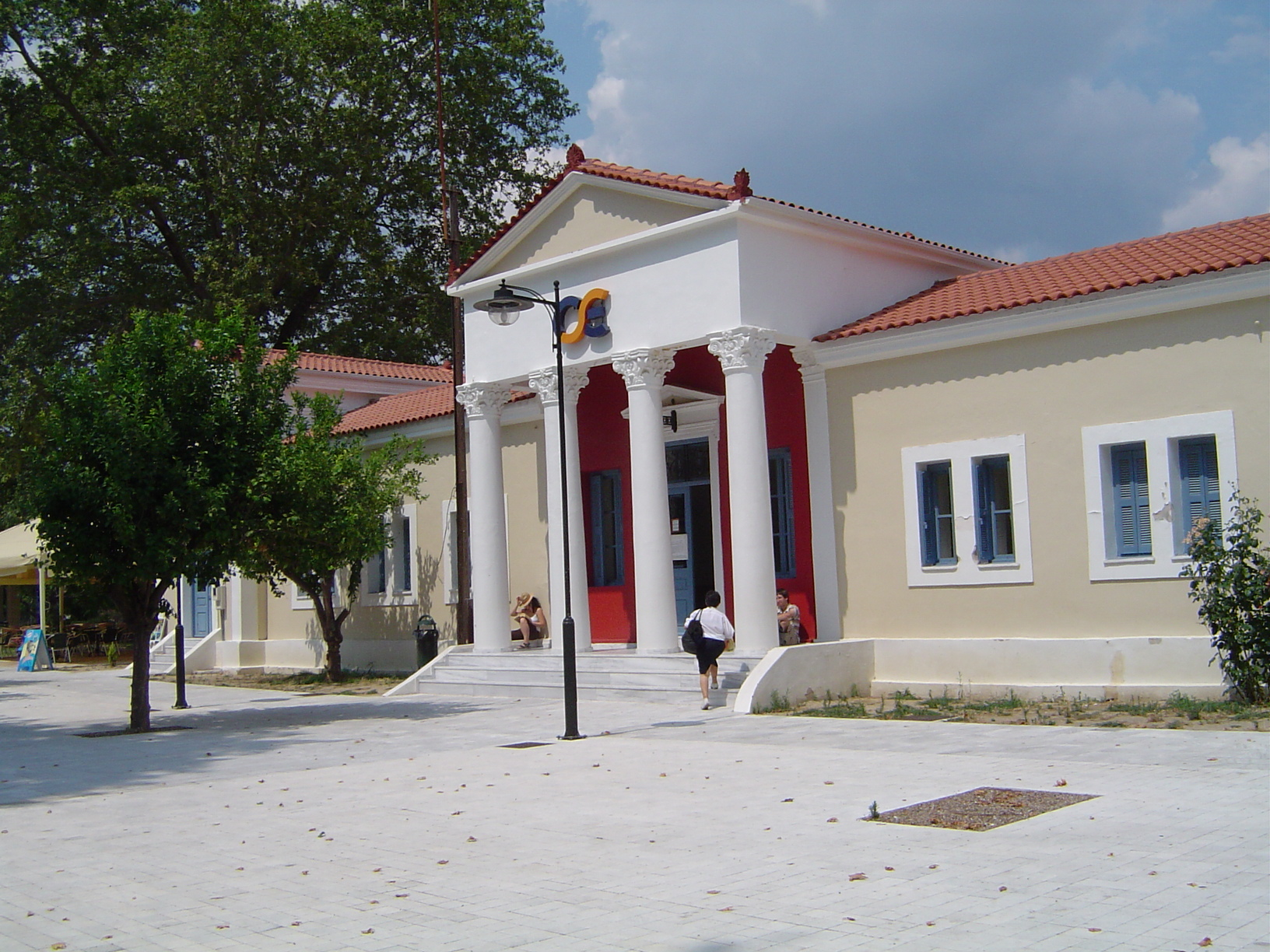
Bahnhof von Olympia

300 Meter östlich der Ortsmitte liegt der Bahnhof Olympia mit einem in klassizistischem Stil erbauten Empfangsgebäude (von Ernst Ziller). Der Bahnhof ist der Endpunkt einer Eisenbahnlinie nach Katakolo, die über die meterspurige Strecke Katakolo–Pyrgos, einen kurzen Abschnitt der ehemaligen, sonst 2011 aufgegebenen Bahnstrecke Patras–Zevgolatio und die Stichstrecke Alfios–Olympia verläuft. Die Verkehrserwartung besteht hier in Touristen der Kreuzfahrtschiffe, die sich auf diesem Weg vom Hafen Katokolo zu der Ausgrabungsstätte in Olympia begeben. 

### Straße
Über die Nationalstraße 74, die bei dem etwa 20 km entfernten Pyrgos Anschluss an die Autobahn 5 Andirrio–Ioannina hat, ist Olympia an das griechische Fernstraßennetz angeschlossen.

## Städtepartnerschaften
- Atlanta, Vereinigte Staaten (Olympiastadt 1996); seit 1994
- Großostheim, Deutschland; seit 2001

## Verwaltungsgliederung
Archea Olymbia wurde 1912 als Landgemeinde (kinotita) anerkannt und 1942 zur Stadtgemeinde (dimos) erhoben. 1997 wurden zahlreiche Dörfer der Umgebung eingemeindet. Eine weitere Vergrößerung erfuhr die Gemeinde 2010, als drei weitere Gemeinden in Archea Olymbia aufgingen. Die Gemeinden bis 2010 bilden seither vier Gemeindebezirke, die sich in 41 Dimotikes Kinotites gliedern, die den Gemeinden aus der Zeit vor 1997 entsprechen und lokale Vertretungen wählen. Die Einwohnerzahlen stammen aus dem Ergebnis der Volkszählung 2021.
| Gemeindebezirk          | griechischer Name                 | Code   | Fläche (km²) | Einwohner 2011 | Einwohner 2021 | Dimotikes Kinotites (Sg. Δημοτική Κοινότητα) | Lage |
| ----------------------- | --------------------------------- | ------ | ------------ | -------------- | -------------- | --- | ---- |
| Archea Olymbia          | Δημοτική Ενότητα Αρχαίας Ολυμπίας | 390401 | 178,694      | 8.128          | 6.859          | Archea Olymbia, Archea Pisa, Aspra Spitia, Vasilaki, Iraklia, Kamena, Kafkonia, Kladeos, Koskinas, Kryoneri, Linaria, Louvro, Magira, Mouria, Xirokambos, Pefkes, Pelopi, Platanos, Pournari, Smila, Strefi, Flokas, Flokas, Chelidoni |      |
| Lambia                  | Δημοτική Ενότητα Λαμπείας         | 390402 | 72,932       | 1.000          | 0665           | Lambia, Astras, Orini |      |
| Lasiona                 | Δημοτική Ενότητα Λασιώνος         | 390403 | 117,374      | 1.312          | 1.336          | Androni, Agia Kyriaki, Agia Triada, Kakotari, Kryovrysi, Tsipiana |      |
| Foloi                   | Δημοτική Ενότητα Φολόης           | 390404 | 174,415      | 2.969          | 2.293          | Lalas, Achladini, Doukas, Koumanis, Milies, Nemouta, Neraida, Persena, Foloi |      |
| Gemeinde Archea Olymbia | Gemeinde Archea Olymbia           | 3904   | 543,415      | 13.409         | 11.153         | |      |

## Persönlichkeiten
In der Stadt wurde 1943 der Philosoph Panajotis Kondylis geboren.